# Jean d’Arcet
Jean D’Arcet, auch Darcet (* 1724; † 12. Februar 1801 in Paris) war ein französischer Chemiker.

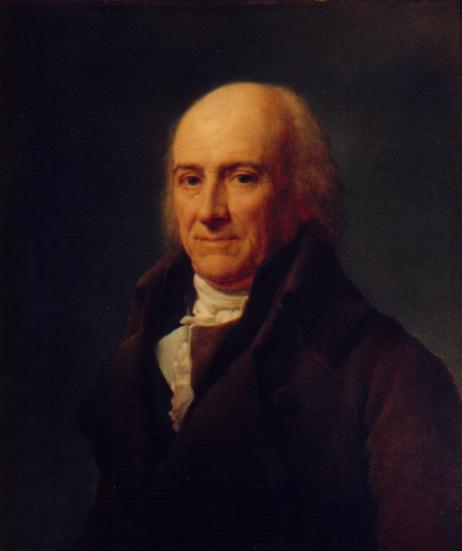
Jean D’Arcet

Er wurde am 7. September 1724 in Audignon (30 km von Mont-de-Marsan entfernt im Département Landes) getauft, war der Sohn eines Juristen und wurde von seinem Vater enterbt, da er nicht Jurist, sondern Arzt werden wollte. Vermittelt durch seinen Freund Augustin Roux wurde er Erzieher des Sohnes von Charles de Secondat, Baron de Montesquieu (dem er auch bei der Herausgabe seines Hauptwerks Geist der Gesetze assistierte) und studierte daneben Medizin mit dem Abschluss 1762 (als Arzt praktizierte er aber niemals). Außerdem studierte er Chemie bei Guillaume-François Rouelle, mit dem er befreundet war. 1774 wurde er Chemieprofessor am Collège de France.
D’Arcet untersuchte systematisch das Verhalten von Mineralien bei hohen Temperaturen speziell in Hinblick auf Porzellan, führte die Herstellung von Hartporzellan in Frankreich ein und war Direktor der Manufacture royale de porcelaine de Sèvres. 1771 bis 1773 befasste er sich mit dem Verhalten von Diamanten und Edelsteinen bei hohen Temperaturen und fand, dass der Diamant vollständig verbrennt. Er gab unmittelbar nach Bekanntwerden der Verbrennungstheorie von Antoine Laurent de Lavoisier die Phlogiston-Theorie auf und wurde Anhänger von Lavoisiers Theorie.
Er fand eine Legierung aus Blei, Bismut und Zinn, die bei der Temperatur kochenden Wassers flüssig wird (D’Arcets Metall) und die er ab 1775 für die Herstellung von Stereotypplatten verwendete.
In seinem Labor entwickelte sein Schüler Nicolas Leblanc sein Verfahren zur Soda-Herstellung. 1791 bis 1794 entwickelte er mit seinem Schüler Bertrand Pelletier ein Verfahren, um aus Glocken Kanonen zu gießen.
D’Arcet war Mitglied der Académie des sciences. 1799 wurde er Mitglied des Sénat conservateur des Konsulats, also Senator.
Er war der Vater von Jean Pierre Joseph d’Arcet und sollte nicht mit diesem verwechselt werden.